# Matemblewo

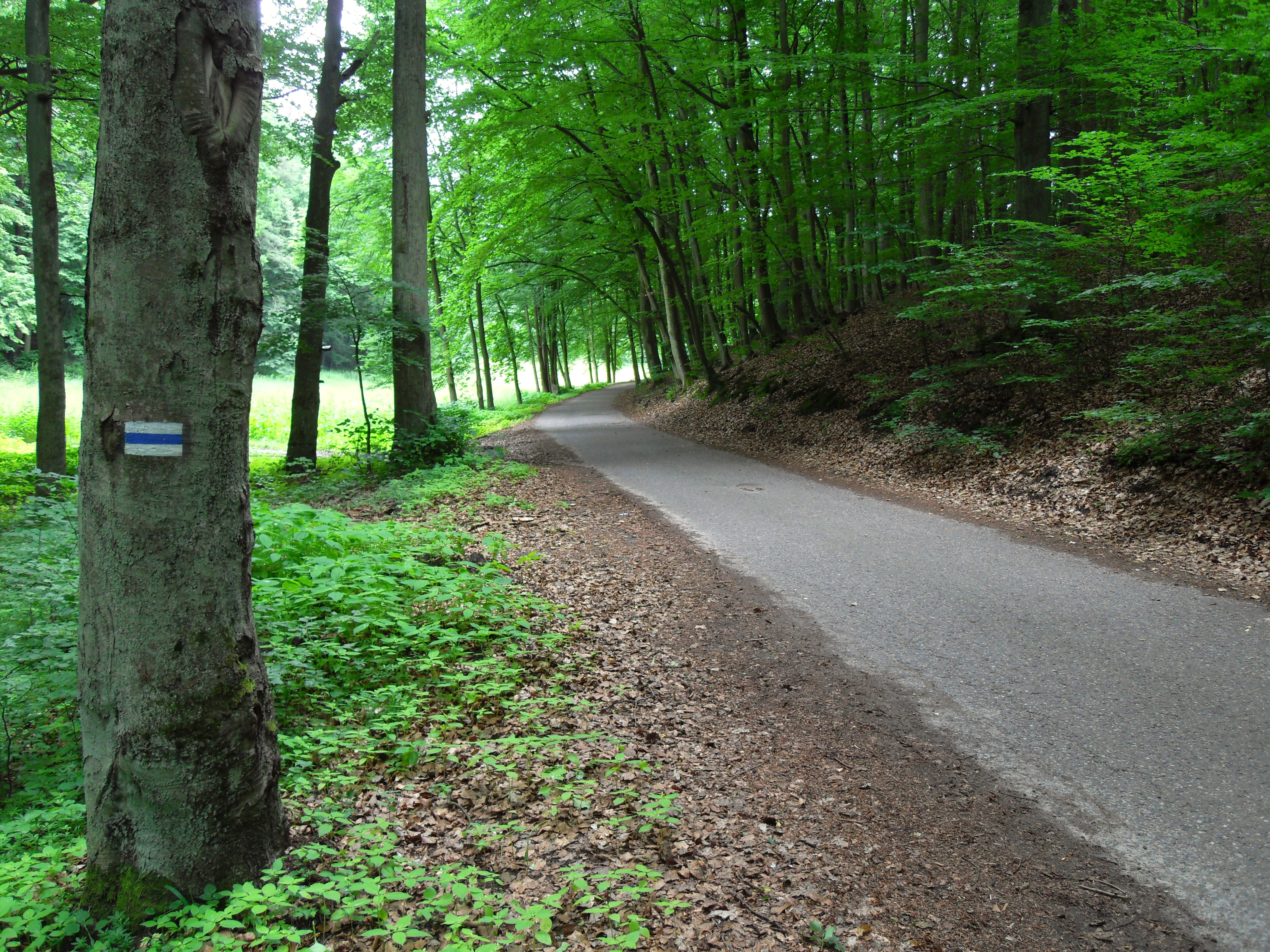
Ul. Matemblewska w Trójmiejskim Parku Krajobrazowym

Matemblewo (kaszb. Matãblewò, niem. Matemblewo) – osiedle w Gdańsku na obszarze dzielnicy Brętowo, na terenie Trójmiejskiego Parku Krajobrazowego, w sąsiedztwie rezerwatu przyrody Lasy w Dolinie Strzyży. Osiedle znajduje się również na turystycznych szlakach Kartuskim i Skarszewskim.
Znane jest głównie ze znajdującego się tam Sanktuarium Matki Bożej Brzemiennej.
Znajduje się tam siedziba Leśnictwa Matemblewo (Nadleśnictwo Gdańsk).

## Położenie
Matemblewo jest jednym z trzech osiedli dzielnicy Brętowo, znajduje się w jej centralnej części. Najbliżej położonym osiedlem jest położone na południowy wschód osiedle Nowiec. Główną ulicą osiedla jest ulica Matemblewska, która jest jedynym połączeniem osiedla z ulicą Słowackiego (2 wloty) i ulicą Potokową (1 wlot), którą łączy osiedle z ulicą Franciszka Rakoczego.

## Komunikacja
Do Matemblewa dojeżdzają autobusy komunikacji miejskiej linii nr 116 oraz 131. Linia 116 łączy Matemblewo z Wrzeszczem, zaś linia 131 łączy Matemblewo z Olszynką – Szkołą przez Suchanino oraz Gdańsk Główny (Śródmieście).

## Historia
Osada Matemblewo była zamieszkiwana od XVII-XVIII wieku przez podmiejską biedotę.
Od 1763 r. zaczął rozwijać się kult Matki Boskiej, po rzekomym objawieniu - wieśniakowi spieszącemu po lekarza do Gdańska dla rodzącej żony ukazała się postać Matki Boskiej, która zawróciła go z drogi zapewniając o szczęśliwym rozwiązaniu. W miejscu gdzie, według legendy, nastąpiło objawienie, wzniesiono kaplicę poświęconą przez cystersów w 1790 r., zniszczoną w 1903 r. i odbudowaną z wieńcem kaplic w 1953 r.
Około 1910 r. została zbudowana leśniczówka.
Matemblewo zostało włączone w granice administracyjne miasta w 1954 roku. Jest podjednostką jednostki morfogenetycznej Obręb Leśny Matemblewo, w okręgu historycznym Wyżyny.